# Kazana
Kazana (bułg. Казана, do roku 1976 nazywana Wichren I) – jaskinia w górach północnego Pirynu, w Bułgarii.
Znajduje się na południowo-wschodnim skraju szczytu Wichren, na wysokości 2500 metrów. Jaskinia ma 115 metrów głębokości i jest zbudowana z marmurów proterozoicznych. Schroniska turystyczne Wichren i Bynderica są punktami wyjścia do jaskini Kazana. Jaskinia została objęta zabytkiem przyrody w 1976 roku.